# Castelo de Portelo
O Castelo de Portelo, também grafado como Castelo do Portelo, localiza-se no lugar de Coto de Sendim, Freguesia de Padornelos, Município de Montalegre, Distrito de Vila Real, em Portugal.
Em posição dominante sobre uma penedia rochosa na base da vertente Oeste da serra do Larouco, na fronteira com a Galiza, juntamente com os castelos da Piconha, Montalegre, Monforte de Rio Livre e Chaves, assegurava a defesa dos acessos aos vales do rio Cávado e rio Tâmega, na Idade Média. Complementarmente, defendia as terras do Couto Misto, atualmente em território da Galiza.

## História

### Antecedentes
Acredita-se que a primitiva ocupação humana de seu sítio remonte a um castro pré-histórico romanizado, dominando a via natural de trânsito entre os vales dos rios Cávado e Salas, sobre os quais desfruta de uma ampla panorâmica.

### O castelo medieval
Desconhecem-se quaisquer documentos ou testemunhos que permitam traçar uma história do castelo medieval, que se acredita remonte à época da Reconquista cristã da Península Ibérica, em algum momento entre o século XI e o século XII.
À época de D. Manuel I (1495-1521) encontra-se figurado por Duarte de Armas (Livro das Fortalezas, c. 1509) com sua planta e vista. Por esta última se depreende que a torre de menagem já se encontrava em ruínas, exibindo rachaduras pelo alçado Norte. A aldeia de Sendim é representada a Sudoeste, afastada do castelo.

### Da Guerra de Restauração aos nossos dias
Destruído à época da Guerra da Restauração, em fins do século XVII, em nossos dias encontra-se muito arruinado, designadamente por tentativas recentes de florestação na área.
Apesar do expressivo significado histórico do monumento, regional e nacional, as suas ruínas não se encontram classificadas e nem sinalizadas. Embora pouco reste de suas antigas muralhas, de seu sítio desfruta-se de um excelente enquadramento paisagístico. O seu acesso é pedonal, por caminho carreteiro, a partir do lugar de Coto de Sendim.

## Características
Na cota de 1259 metros acima do nível do mar, em estilo românico, característico das construções militares dos séculos XI e XII, constitui-se em um castelo de pequenas dimensões, com planta retangular, ao centro do qual se erguia, isolada, a torre de menagem.